# Лимуэйру (Пернамбуку)
Лимуэйру (порт. Limoeiro)  —  муниципалитет в Бразилии, входит в штат Пернамбуку. Составная часть мезорегиона Сельскохозяйственный район штата Пернамбуку. Входит в экономико-статистический  микрорегион Медиу-Капибариби. Население составляет 55 850 человек на 2007 год. Занимает площадь 269,97 км². Плотность населения — 207 чел./км².

## История

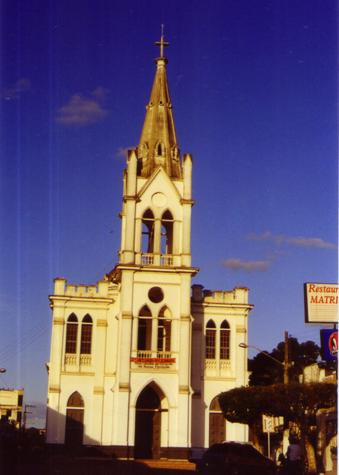
Собор

Город основан в 1751 году.